# 第37回日劇學院賞
←第36回 - 第37回 - 第38回→
第37回日劇學院賞，針對2003年4月到6月在日本播出的連續劇做出投票與評比。

## 得獎名單

### 最優秀作品賞
1. 帥哥醫生
2. 我的魔法師
3. 爸氣十足

- 讀者票：1.寵物情人；2.爸氣十足；3.帥哥醫生
- 記者票：1.帥哥醫生；2.我的魔法師；3.爸氣十足
- 評審票：1.帥哥醫生；2.我的魔法師；3.東京愛情電影

### 主演男優賞
1. 妻夫木聰（帥哥醫生）
2. 伊藤英明（我的魔法師）
3. 長瀨智也（女婿大人2003）

- 讀者票：1.妻夫木聰（帥哥醫生）；2.反町隆史（爸氣十足）；3.長瀨智也（女婿大人2003）
- 記者票：1.妻夫木聰（帥哥醫生）；2.伊藤英明（我的魔法師）；3.長瀨智也（女婿大人2003）、反町隆史（爸氣十足）
- 評審票：1.妻夫木聰（帥哥醫生）；2.伊藤英明（我的魔法師）；3.長瀨智也（女婿大人2003）、江口洋介（東京愛情電影）

### 主演女優賞
1. 仲間由紀惠（顏）
2. 小雪（寵物情人）
3. 竹內結子（笑顏的法則）

- 讀者票：1.仲間由紀惠（顏）；2.小雪（寵物情人）；3.竹內結子（笑顏的法則）
- 記者票：1.小雪（寵物情人）；2.仲間由紀惠（顏）；3.觀月亞里沙（鑽石尤物）
- 評審票：1.仲間由紀惠（顏）；2.桃井薰（傳說中的夫人）；3.小雪（寵物情人）、竹內結子（笑顏的法則）、江角真紀子（國稅查察官）

### 助演男優賞
1. 古田新太（我的魔法師）
2. 松本潤（寵物情人）
3. 小田切讓（顏）

- 讀者票：1.松本潤（寵物情人）；2.小田切讓（顏）；3.古田新太（我的魔法師）
- 記者票：1.古田新太（我的魔法師）；2.松本潤（寵物情人）；3.小田切讓（顏）
- 評審票：1.古田新太（我的魔法師）；2.阿部貞夫（我的魔法師）；3.松本潤（寵物情人）

### 助演女優賞
1. 篠原涼子（我的魔法師）
2. 鈴木京香（帥哥醫生）
3. 山內菜菜（爸氣十足）

- 讀者票：1.山內菜菜（爸氣十足）；2.矢田亞希子（爸氣十足）；3.鈴木京香（帥哥醫生）
- 記者票：1.篠原涼子（我的魔法師）；2.鈴木京香（帥哥醫生）；3.國生小百合（給我所愛的人）
- 評審票：1.鈴木京香（帥哥醫生）；2.篠原涼子（我的魔法師）；3.井川遙（我的魔法師）

### 其他
- 主題歌賞：平井堅：LIFE is...～another story～（帥哥醫生）
- 新人俳優賞：山內菜菜（爸氣十足）
- 最佳服裝賞：觀月亞里沙（鑽石尤物）
- 腳本賞：宮藤官九郎（我的魔法師）
- 監督賞：平野俊一、三城真一、山室大輔（帥哥醫生）
- 劇中音樂賞：長谷部徹（帥哥醫生）
- 卡司賞：我的魔法師
- 片頭片尾賞：三城真一、大關聰（帥哥醫生）
- 電視週刊特別賞：チョビ（迷糊動物醫生）